# Rōei
Rōei (朗詠, « récitation d'un poème ») désigne un genre japonais de chant ou de récitation. En particulier à l'époque de Heian lors des fêtes, les kanshi sont chantés sur différentes mélodies avec accompagnement musical. Plus tard, les wakas sont aussi récités de cette façon.

## Recueils, anthologies
- 1013 : Wakan rōeishū (和漢朗詠集) de Fujiwara no Kintō : comprend des kanshi chinois et japonais (588 en tout) et 216 wakas ; le recueil est un présent de mariage à sa sœur Fujiwara no Ishi (藤原 威子). Le texte original de l'hymne national japonais Kimi Ga Yo est issu de la section Iwai (祝), dernière partie de l'anthologie.
- Shinsen-rōeishū (新撰朗詠集) de Fujiwara Mototoshi, compilé du temps de l'empereur Toba, comprend 540 kanshi et 203 wakas.

## Source de la traduction
- (de) Cet article est partiellement ou en totalité issu de l’article de Wikipédia en allemand intitulé « Rōei » (voir la liste des auteurs).